# Zeiraphera diniana
Zeiraphera diniana là một loài côn trùng trong họ Tortricidae. Loài này được Guenee miêu tả khoa học đầu tiên năm 1845.
Đây là loài gây hại của các cây trong chi Larix, phát triển phổ biến ở Nga.